# Alleanza Libera Emiliana - Libertà Emiliana
L’Alleanza Libera Emiliana - Libertà Emiliana (Alliance libre émilienne - Liberté émilienne) est un parti politique italien régional, fondé en 1999, qui revendique davantage d'autonomie pour la région historique d'Émilie, dans la région italienne d'Émilie-Romagne. Son siège est situé à Cortemaggiore (Plaisance) et son coordinateur national est Luigi Ragazzi.
L'Alliance est membre de l'Alliance libre européenne.